# Хокејашка лига СР Југославије 1992/93.
Хокејашка лига СР Југославије 1992/93. је била друга сезона овог такмичења у СР Југославији након распада Социјалистичке Федеративне Републике Југославије.

## Систем такмичења
У лиги је учествовало четири клуба, који је требало да међусобно одиграју по осамнаест мечева. Међутим Војводина и Партизан су одиграли 3 меча мање.
Шампион је постала Црвена звезда. То је клубу била друга титула у Хокејашкој лиги СР Југославије.
За најбољег играча је проглашен Александар Косић (Партизан), 44 поена (25 гола, 19 асистенција)

## Клубови
| Клуб          | Град     | Арена                  | Капацитет | Основан |
| ------------- | -------- | ---------------------- | --------- | ------- |
| Партизан      | Београд  | Ледена дворана Пионир  | 2000      | 1948    |
| Црвена звезда | Београд  | Ледена дворана Пионир  | 2000      | 1946    |
| Војводина     | Нови Сад | Ледена дворана СПЕНС   | 1000      | 1957    |
| Спартак       | Суботица | Стадион малих спортова | 4000      | 1945    |

## Табела
| #  | Клуб          | ИГ | Д  | Н | ИЗ | ГД  | ГП  | Б  |
| -- | ------------- | -- | -- | - | -- | --- | --- | -- |
| 1. | Црвена звезда | 18 | 12 | 1 | 5  | 126 | 84  | 25 |
| 2. | Спартак       | 18 | 8  | 2 | 8  | 81  | 101 | 18 |
| 3. | Војводина*    | 15 | 7  | 0 | 8  | 69  | 87  | 14 |
| 4. | Партизан*     | 15 | 6  | 1 | 8  | 73  | 78  | 13 |

- Војводина и Партизан су одиграли три меча мање

ИГ = одиграо, Д = победио, Н = нерешено, ИЗ = изгубио, ГД = голова дао, ГП = голова примио, Б = бодова

## Плеј оф

### Финале
У финалу Црвена звезда је победила Спартак
| Првак Хокејашке лиге СР Југославије 1992/93. |
| -------------------------------------------- |
| КХК Црвена звезда 2. Титула                  |